# Barrio Boyzz
Barrio Boyzz fue una banda musical de R&B de origen puertorriqueño y colombiano, formada en la ciudad de Nueva York, Estados Unidos en 1987. Se dieron a conocer con temas musicales como Dónde quiera que estés (1993), que la interpretaron a dúo con la fallecida cantante mexicana-estadounidense Selena, Además de participar a dúo con el cantautor salvadoreño Álvaro Torres, en el disco "Voces unidas" con la canción Reencuentro (1995), tema que los hizo dar a conocer dentro del país centroamericano, y otras regiones del istmo, y en el Caribe como lo fue en el país de Cuba, después canciones como "Eres así", "Te amaré", "Eres mi verdad", "Cerca de ti" y "Qué rico", entre otras.
El éxito de la banda continuó con Una vez más (1995), Ven a mí (1997), Destiny (2000) y Destino (2001). En su estilo original combinaron el sabor latino con R&B contemporáneo, pop latino, rap y hasta estilos de canto religiosos, tal como en la canción "No me dejes", que le dio al grupo dos primeros lugares en la lista de Billboard Latina y dos discos de plata como álbum en la lengua española.
La banda se mantuvo activa hasta el año 2008, no solamente fueron conocidos en los Estados Unidos por la comunidad latina, sino también en varios países de Hispanoamérica.

## Integrantes
- Fredy Correa (1987-1994)
- Ángel Ramírez (1987-1998)
- Robert Vargas (1987-1998)
- David Dávila (1987-2008)
- Hans Giraldo (1994-2008)
- Louie Marrero (1987-2008)
- Jimmy Sánchez (1998-2008)
- Robert McLeod (1998-2008)
- Jeffrey Ayala (1998-2008)

## Discografía
Álbumes de estudio
- Crazy Coolin' (1992)
- Dónde quiera que estés (1993)
- Navidad tú y yo (1994)
- Una vez más (1995)
- How We Roll (1996)
- Ven a mí (1997)
- Destiny (2000)
- Destino (2001)

Compilación de sus álbumes
- 10 super éxitos (1994)
- 12 super éxitos (1997)
- The Best of Barrio Boyzz (2000)
- Sólo lo mejor: 20 éxitos (2002)
- Latin Classics (2003)
- Los románticos (2007)

## Filmografía
- I Like It Like That (1994)